# Steaua Bukurešt (ragbi)
CSA Steaua, ragbijaška momčad sportskog društva iz rumunjskog glavnog grada Bukurešta je osnovana 1947. Dosad je osvojila 23 nacionalna prvenstva. Rumunjski klubovi zbog velikog kvalitetnog zaostajanja za klubovima iz velikih ragbijaških država (poput Engleske, Francuske ili Walesa) ne sudjeluju u najvećim kontinentalnim natjecanjima, ali svake godine momčad  Bucureşti Rugby koja je sastavljena većinom od igrača Steaue sudjeluje u Challenge kupu.

## Uspjesi
Rumunjsko prvenstvo
- Prvak: 1949., 1953., 1954., 1961., 1963., 1964., 1971., 1973., 1974., 1977., 1979., 1980., 1981., 1983., 1984., 1985., 1987., 1988.,        1989., 1992., 1999., 2003., 2005., 2006.

## Poveznice
- Steaua-sportsko društvo
- FC Steaua Bukurešt
- Steaua Bukurešt (rukomet)
- Steaua Bukurešt (košarka)
- Steaua Bukurešt (hokej)
- Steaua Bukurešt (vaterpolo)